# Ceratosaurus
Ceratosaurus a fost un dinozaur carnivor ce a trăit în perioada Jurasic, mai exact acum 150 de milioane de ani.
Acest dinozaur era carnivor și avea o înălțime de 6 metri, la maturitate atingând greutatea aproximativă de o tonă. Cercetătorii au descoperit că Ceratosaurii vânau numai în grup, acest lucru făcându-i una din cele mai periculoase specii, care putea ataca dinozauri masivi precum Stegosaurus, Apatosaurus, Iguanodon și Allosaurus. Spre deosebire de ceilalți dinozauri carnivori care vânau în grup ( un procent foarte mic ), Ceratosaurus avea dimensiuni mai mari și își creștea puii împreună, aceștia continuând existența turmei. Acest exemplu parental semăna mai mult cu cel extrem de grijuliu al erbivolilor, decât cu restul Theropozilor, care se descurcau singuri de la eclozare.
Ceratosaurii erau și înotători foarte buni, calitate neîntâlnită la ceilalți dinozauri tereștri. Astfel, agilitatea lor creștea mai ales la atacarea turmelor erbivore, al căror dinozauri nu aveau simțurile foarte dezvoltate.
Ceratosaurus a fost una din primele descoperiri, fiind scos la iveală primul schelet în 1884 de celebrul Othniel Charles Marsh. Locațiile unde se aflau acești dinozauri sunt în mai multe zone din Statele Unite ale Americii și din întreg continentul Africa.

## Legături externe
Materiale media legate de Ceratosaurus la Wikimedia Commons